# François Harlay de Champvallon
François Harlay de Champvallon, vévoda ze Saint-Cloud (14. srpna 1625 v Paříži – 6. srpna 1695 v Conflans-Sainte-Honorine) byl francouzský římskokatolický kněz, arcibiskup v Rouenu (1651–1671) a arcibiskup pařížský (1671–1695). V roce 1671 byl zvolen členem Francouzské akademie.

## Život
François Harlay de Champvallon byl v roce 1651 jmenován arcibiskupem v Rouenu a v roce 1671 arcibiskupem v Paříži a v roce 1690 obdržel jako první titul vévody ze Saint-Cloud, který byl s tímto úřadem spojen až do Velké francouzské revoluce. Celebroval přísně utajený sňatek Ludvíka XIV. s madame de Maintenon (asi 1683 nebo 1684).
Bojoval proti jansenistům z kláštera Port-Royal a byl jedním z inspirátorů protiprotestantské politiky Ludvíka XIV.